# أناستازيا كاربوفا
أناستازيا كاربوفا (بالروسية:Анастасия Карпова; ولدت 2 نوفمبر 1984) مغنية روسية عرفت بكونها عضو في مجموعة الفتيات الغنائية سيريبرو. بعد ترك مارينا ليزوركينا الفرقة في عام 2009 .

## روابط خارجية
- أناستازيا كاربوفا على موقع ميوزك برينز (الإنجليزية)

- Official Website of سيريبرو